# Hemisyntrachelus

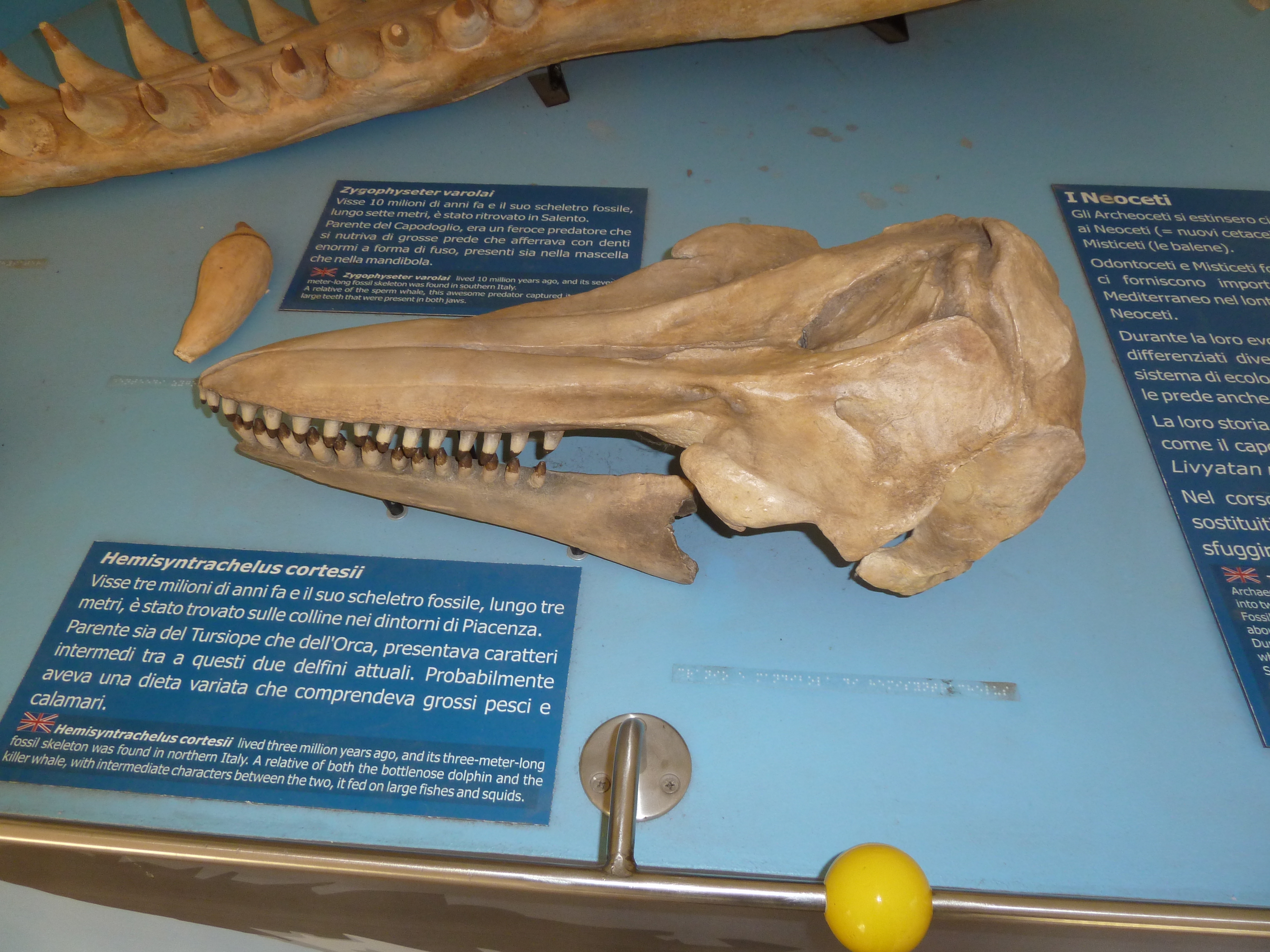
Réplica del cráneo.

Hemisyntrachelus es un género extinto de cetáceo. Se han identificado dos especies pertenecientes a este género: Hemisyntrachelus cortesii y Hemisyntrachelus pisanus. Sus fósiles han sido encontrados en estratos del Plioceno en Italia, los Países Bajos y Chile.